# Nati nel 1970/Dicembre
| Questa pagina contiene informazioni ricavate automaticamente dalle voci biografiche con l'ausilio del template Bio e di un bot. L'aggiornamento è periodico e automatico e ricostruisce completamente la pagina. Se manca una persona in questa lista, sei pregato di non aggiungerla, ma accertati piuttosto che la sua voce biografica contenga il template Bio e che i dati anagrafici siano correttamente compilati. Se il template Bio manca, inseriscilo tu stesso o, in alternativa, metti l'avviso {{tmp\|Bio}} che ne segnala la mancanza. Se i dati riportati sono sbagliati, correggi direttamente la voce biografica; le modifiche saranno visibili in questa lista entro pochi giorni. Per chiarimenti vedi il progetto biografie. La lista contiene solo le 309 persone che sono citate nell'enciclopedia e per le quali è stato implementato correttamente il template Bio. Pagina aggiornata al 18 ago 2025. |

- 1º dicembre - Golden Brooks, attrice statunitense
- 1º dicembre - Julie Condra, attrice statunitense
- 1º dicembre - Jonathan Coulton, cantautore statunitense
- 1º dicembre - Michaël Debève, allenatore di calcio e ex calciatore francese
- 1º dicembre - Sandro Giacomelli, ex ciclista su strada italiano
- 1º dicembre - Jeong Kwang-seok, ex calciatore sudcoreano
- 1º dicembre - El Hocine Ouchla, ex calciatore marocchino
- 1º dicembre - Frank Palomino, ex calciatore peruviano
- 1º dicembre - Sarah Silverman, comica e attrice statunitense
- 1º dicembre - Todd Steussie, ex giocatore di football americano statunitense
- 1º dicembre - Moestafa Talha, ex calciatore e ex giocatore di calcio a 5 marocchino
- 1º dicembre - Peiter Zatko, hacker statunitense
- 2 dicembre - Paola Ambrogio, politica italiana
- 2 dicembre - Nick Beal, ex rugbista a 15 e dirigente sportivo britannico
- 2 dicembre - Frédéric Guéguen, allenatore di calcio e ex calciatore francese
- 2 dicembre - Sergej Aleksandrovič Krylov, violinista russo
- 2 dicembre - Joe Lo Truglio, attore statunitense
- 2 dicembre - Bonner Mosquera, ex calciatore colombiano
- 2 dicembre - Dmitrij Radčenko, ex calciatore sovietico
- 2 dicembre - Maksim Tarasov, ex astista russo
- 2 dicembre - Luca Venantini, attore italiano
- 3 dicembre - Armin Heidegger, ex calciatore liechtensteinese
- 3 dicembre - Stephanie Herseth Sandlin, politica statunitense
- 3 dicembre - Huang Hongtao, allenatore di calcio e ex calciatore cinese
- 3 dicembre - Lindsey Hunter, ex cestista e allenatore di pallacanestro statunitense
- 3 dicembre - Christian Karembeu, dirigente sportivo e ex calciatore francese
- 3 dicembre - Janira Majello, conduttrice televisiva e giornalista italiana
- 3 dicembre - Patrizia Mottola, doppiatrice italiana
- 3 dicembre - Filippo Nigro, attore italiano
- 3 dicembre - Lu Parker, modella statunitense
- 3 dicembre - John Mario Ramírez, calciatore colombiano († 2021)
- 3 dicembre - Jimmy Shergill, attore indiano
- 4 dicembre - Ian Baraclough, allenatore di calcio e ex calciatore inglese
- 4 dicembre - Chantal Biya, first lady camerunese
- 4 dicembre - Jeff Blake, ex giocatore di football americano statunitense
- 4 dicembre - Fat Pat, rapper statunitense († 1998)
- 4 dicembre - Alfredo Intriago, ex arbitro di calcio ecuadoriano
- 4 dicembre - Kim Bong-soo, ex calciatore sudcoreano
- 4 dicembre - Kim Hee-jung, attrice sudcoreana
- 4 dicembre - Rosario Pellecchia, disc jockey, conduttore radiofonico e cantante italiano
- 4 dicembre - Dimitri Platanias, baritono greco
- 4 dicembre - Kevin Sussman, attore statunitense
- 4 dicembre - Sylvester Terkay, wrestler statunitense
- 4 dicembre - Skip Woods, sceneggiatore, regista e produttore cinematografico statunitense
- 5 dicembre - Franck Azzopardi, ex calciatore francese
- 5 dicembre - Walt Dohrn, attore, comico e regista statunitense
- 5 dicembre - Zeyno Eracar, attrice turca
- 5 dicembre - Jordi Gené, pilota automobilistico spagnolo
- 5 dicembre - Tim Hetherington, fotografo britannico († 2011)
- 5 dicembre - Elijah Litana, ex calciatore zambiano
- 5 dicembre - Alessandro Milan, giornalista, conduttore radiofonico e conduttore televisivo italiano
- 5 dicembre - Susan Sloane, ex tennista statunitense
- 5 dicembre - Thomas Smith, ex giocatore di football americano statunitense
- 5 dicembre - Michel'le, cantautrice e rapper statunitense
- 5 dicembre - Harutyun Vardanyan, ex calciatore armeno
- 6 dicembre - Roland Böer, direttore d'orchestra tedesco
- 6 dicembre - Dan Callahan, ex cestista statunitense
- 6 dicembre - Valentino Corvino, musicista, direttore d'orchestra e compositore italiano
- 6 dicembre - Ulf Ekberg, tastierista e cantante svedese
- 6 dicembre - Adrian Fenty, politico statunitense
- 6 dicembre - Joumana Haddad, poetessa, giornalista e attivista libanese
- 6 dicembre - Amineh Kakabaveh, politica svedese
- 6 dicembre - Rowena King, attrice britannica
- 6 dicembre - Vladislav Nosenko, ex calciatore azero
- 6 dicembre - Nikos Panagiōtou, allenatore di calcio e ex calciatore cipriota
- 6 dicembre - Francisco Veza Fragoso, ex calciatore spagnolo
- 6 dicembre - Siby Mathew Peedikayil, vescovo cattolico e missionario indiano
- 6 dicembre - Michaela Schaffrath, attrice e ex attrice pornografica tedesca
- 7 dicembre - Adel Al Mulla, calciatore qatariota († 2022)
- 7 dicembre - Yaël Braun-Pivet, politica, avvocata e attivista francese
- 7 dicembre - Andrew Gilding, giocatore di freccette inglese
- 7 dicembre - Lado Gurgenidze, politico georgiano
- 7 dicembre - Jeon Mi-seon, attrice sudcoreana († 2019)
- 7 dicembre - Lindy Layton, cantante britannica
- 7 dicembre - Agustín Salvatierra, ex calciatore cileno
- 7 dicembre - Steve Suissa, attore, regista e sceneggiatore francese
- 7 dicembre - Edoardo Velo, attore italiano
- 7 dicembre - Achim Vogt, ex sciatore alpino e sciatore freestyle liechtensteinese
- 8 dicembre - Seamus Blake, sassofonista e compositore canadese
- 8 dicembre - Chen Shu-chung, ex cestista taiwanese
- 8 dicembre - Marcelo Gómez, allenatore di calcio e ex calciatore argentino
- 8 dicembre - Marco Mattiacci, manager e dirigente sportivo italiano
- 9 dicembre - Kara DioGuardi, produttrice discografica statunitense
- 9 dicembre - Djalminha, ex calciatore brasiliano
- 9 dicembre - Mbarika Fall, ex cestista senegalese
- 9 dicembre - Yoshinori Furube, ex calciatore giapponese
- 9 dicembre - Anna Gavalda, scrittrice, giornalista e insegnante francese
- 10 dicembre - Marianne Aeschbacher, nuotatrice artistica francese
- 10 dicembre - Mihai Frățilă, vescovo cattolico rumeno
- 10 dicembre - Djamel Haimoudi, ex arbitro di calcio algerino
- 10 dicembre - Tor Ole Skullerud, allenatore di calcio e ex calciatore norvegese
- 10 dicembre - Bryant Stith, ex cestista e allenatore di pallacanestro statunitense
- 10 dicembre - András Telek, ex calciatore ungherese
- 10 dicembre - Andrėjus Tereškinas, ex calciatore lituano
- 10 dicembre - Pierangelo Vignati, paraciclista italiano
- 11 dicembre - Chris Henderson, dirigente sportivo e ex calciatore statunitense
- 11 dicembre - Vassa Larin, religiosa e teologa russa
- 11 dicembre - Abderrahim Ouakili, calciatore marocchino († 2023)
- 11 dicembre - Nenad Pralija, dirigente sportivo e ex calciatore croato
- 11 dicembre - Einat Wilf, politica e scrittrice israeliana
- 12 dicembre - Mädchen Amick, attrice statunitense
- 12 dicembre - Lloyd Barker, ex calciatore e allenatore di calcio giamaicano
- 12 dicembre - Jennifer Connelly, attrice e ex modella statunitense
- 12 dicembre - Daniel Cosgrove, attore statunitense
- 12 dicembre - Pedro Fuertes, ex calciatore spagnolo
- 12 dicembre - Wade Gugino, ex cestista statunitense
- 12 dicembre - Regina Hall, attrice statunitense
- 12 dicembre - Carmen Morales, cantante e attrice spagnola
- 12 dicembre - Ivano Newbill, ex cestista statunitense
- 12 dicembre - Annalaura di Luggo, artista, pittrice e fotografa italiana
- 13 dicembre - Jesse Armstrong, sceneggiatore e produttore cinematografico inglese
- 13 dicembre - Mostafa Belai, ex giocatore di calcio a 5 saudita
- 13 dicembre - Tonja Buford-Bailey, ex ostacolista statunitense
- 13 dicembre - Pat Chambers, allenatore di pallacanestro statunitense
- 13 dicembre - Charles Claxton, ex cestista americo-verginiano
- 13 dicembre - Joel Hoekstra, chitarrista statunitense
- 13 dicembre - Eoin Jess, ex calciatore scozzese
- 13 dicembre - Gerlinde Kaltenbrunner, alpinista austriaca
- 13 dicembre - Pascal Lina, ex calciatore francese
- 13 dicembre - Danny Lohner, polistrumentista statunitense
- 13 dicembre - Ireneusz Mamrot, allenatore di calcio polacco
- 13 dicembre - Võ Văn Thưởng, politico vietnamita
- 14 dicembre - Nicholas Angelich, pianista statunitense († 2022)
- 14 dicembre - Alessandro Dobici, fotografo italiano
- 14 dicembre - Juan Carlos Docabo, ex calciatore argentino
- 14 dicembre - Vladimir Grbić, ex pallavolista serbo
- 14 dicembre - Anna Maria Jopek, cantante polacca
- 14 dicembre - Maulen Mamyrov, ex lottatore kazako
- 14 dicembre - Beth Orton, cantautrice inglese
- 14 dicembre - Jeff Pain, ex skeletonista canadese
- 14 dicembre - Nico Van Kerckhoven, ex calciatore belga
- 14 dicembre - Albin de la Simone, cantante, compositore e arrangiatore francese
- 15 dicembre - Mitchell Butler, ex cestista statunitense
- 15 dicembre - Lanfranco Dettori, fantino italiano
- 15 dicembre - Svetlana Efremova, attrice russa
- 15 dicembre - Corinne Favre, scialpinista francese
- 15 dicembre - Lawrence Funderburke, ex cestista statunitense
- 15 dicembre - Bart Johnson, attore statunitense
- 15 dicembre - Matteo Miceli, velista italiano
- 15 dicembre - Crystal Pite, coreografa e ballerina canadese
- 15 dicembre - Vladan Radovic, direttore della fotografia italiano
- 15 dicembre - Roh Sang-rae, allenatore di calcio e ex calciatore sudcoreano
- 15 dicembre - Michael Shanks, attore canadese
- 16 dicembre - Richard Cockerill, ex rugbista a 15 e allenatore di rugby a 15 britannico
- 16 dicembre - Barbara Croce, hockeista su ghiaccio, ex hockeista in-line e ex calciatrice italiana
- 16 dicembre - Niko Eeckhout, dirigente sportivo e ex ciclista su strada belga
- 16 dicembre - František Jež, ex saltatore con gli sci ceco
- 16 dicembre - Lara Molinari, fumettista e pittrice italiana
- 16 dicembre - Jo Planckaert, ex ciclista su strada belga
- 16 dicembre - Beniamino Sidoti, scrittore, giornalista e autore di giochi italiano
- 16 dicembre - Craig Thrasher, ex sciatore alpino statunitense
- 16 dicembre - Stefano Unterthiner, fotografo e divulgatore scientifico italiano
- 16 dicembre - Edward Winchester, canottiere canadese († 2020)
- 17 dicembre - Khaled Al-Behair, ex giocatore di calcio a 5 saudita
- 17 dicembre - Earl Dotson, ex giocatore di football americano statunitense
- 17 dicembre - Igor' Girkin, militare russo
- 17 dicembre - Claudio Micheli, ex hockeista su ghiaccio svizzero
- 17 dicembre - Michael Mols, ex calciatore olandese
- 17 dicembre - Darío Muchotrigo, allenatore di calcio e ex calciatore peruviano
- 17 dicembre - Pavel Padrnos, ex ciclista su strada ceco
- 17 dicembre - Seo Jung-won, allenatore di calcio e ex calciatore sudcoreano
- 17 dicembre - Stella Tennant, supermodella britannica († 2020)
- 17 dicembre - Sean Patrick Thomas, attore statunitense
- 17 dicembre - Agnieszka Wagner, attrice polacca
- 18 dicembre - Gian Maria Cervo, drammaturgo, traduttore e direttore artistico italiano
- 18 dicembre - Guerino Gottardi, allenatore di calcio e ex calciatore svizzero
- 18 dicembre - Margo Graham, cestista statunitense († 2020)
- 18 dicembre - Lucious Harris, ex cestista statunitense
- 18 dicembre - Carsten Hemmingsen, ex calciatore danese
- 18 dicembre - Emanuele Idini, ex nuotatore italiano
- 18 dicembre - Susan Johnson, regista e produttrice cinematografica statunitense
- 18 dicembre - Jun Naitō, ex calciatore giapponese
- 18 dicembre - Victoria Pratt, attrice canadese
- 18 dicembre - DMX, rapper e attore statunitense († 2021)
- 18 dicembre - Zuzana Škvareková, ex cestista slovacca
- 18 dicembre - Rob Van Dam, wrestler statunitense
- 19 dicembre - Sossio Aruta, calciatore e personaggio televisivo italiano
- 19 dicembre - Tyson Beckford, supermodello e attore statunitense
- 19 dicembre - Gonzalo Camardón, ex rugbista a 15 e allenatore di rugby a 15 argentino
- 19 dicembre - Jonathan Cleveland, ex nuotatore canadese
- 19 dicembre - Giuseppa Finocchiaro, calciatrice italiana
- 19 dicembre - Tim Follin, compositore britannico
- 19 dicembre - Technoboy, disc jockey e produttore discografico italiano
- 19 dicembre - Junior Jones, ex pugile statunitense
- 19 dicembre - Hideki Kamiya, autore di videogiochi giapponese
- 19 dicembre - Ursina Lardi, attrice svizzera
- 19 dicembre - Cristian Montecinos, ex calciatore cileno
- 19 dicembre - Titti Rodling, ex sciatrice alpina svedese
- 19 dicembre - Adrian Smith, politico statunitense
- 19 dicembre - Nagaru Tanigawa, scrittore e fumettista giapponese
- 19 dicembre - Wang Zhidan, ex cestista cinese
- 19 dicembre - Stefano Zavattoni, pianista, compositore e arrangiatore italiano
- 20 dicembre - Jasna Fazlić, ex tennistavolista jugoslava
- 20 dicembre - Oleksandr Fedenko, ex pistard e ciclista su strada ucraino
- 20 dicembre - Daniele Gaither, attrice statunitense
- 20 dicembre - Sohail Khan, attore, regista e produttore cinematografico indiano
- 20 dicembre - Sandra Lee, dermatologa, personaggio televisivo e youtuber statunitense
- 20 dicembre - Alister McRae, pilota di rally britannico
- 20 dicembre - Todd Phillips, regista, sceneggiatore e produttore cinematografico statunitense
- 20 dicembre - Adrie Poldervaart, allenatore di calcio olandese
- 20 dicembre - Mauricio Wright, allenatore di calcio e ex calciatore costaricano
- 20 dicembre - Patrice Zéré, ex calciatore ivoriano
- 20 dicembre - Nicole de Boer, attrice canadese
- 21 dicembre - Nasser Al-Attiyah, pilota di rally e tiratore a volo qatariota
- 21 dicembre - Monique Ambers, ex cestista e allenatrice di pallacanestro statunitense
- 21 dicembre - Ahmed Bahja, ex calciatore marocchino
- 21 dicembre - Jerry Batista, allenatore di pallacanestro portoricano
- 21 dicembre - Bart De Wever, politico belga
- 21 dicembre - Stefan Lövgren, ex pallamanista e dirigente sportivo svedese
- 21 dicembre - Erik Matti, regista, sceneggiatore e produttore cinematografico filippino
- 21 dicembre - David Pratelli, imitatore, attore e conduttore televisivo italiano
- 21 dicembre - Mohamedou Ould Slahi, scrittore mauritano
- 21 dicembre - Luca Villa, ex calciatore italiano
- 22 dicembre - Mutiu Adepoju, dirigente sportivo e ex calciatore nigeriano
- 22 dicembre - Gary Anderson, giocatore di freccette scozzese
- 22 dicembre - Barbara Blatter, ex mountain biker svizzera
- 22 dicembre - Ted Cruz, politico e avvocato statunitense
- 22 dicembre - Mark Dragunski, ex pallamanista e allenatore di pallamano tedesco
- 22 dicembre - Dino Felicetti, ex hockeista su ghiaccio canadese
- 22 dicembre - Jon Odriozola, ex ciclista su strada e dirigente sportivo spagnolo
- 22 dicembre - Terje Olsen, ex calciatore norvegese
- 22 dicembre - Mahama Ouattara, ex cestista ivoriano
- 22 dicembre - Alberto Pellegrini, schermidore e cestista italiano
- 22 dicembre - Michael Tebbutt, ex tennista australiano
- 22 dicembre - José Ramón de la Fuente, allenatore di calcio e ex calciatore spagnolo
- 23 dicembre - Gionata Bernasconi, scrittore svizzero
- 23 dicembre - Shannon Bream, giornalista e avvocato statunitense
- 23 dicembre - Jacek Kacprzak, allenatore di calcio e ex calciatore polacco
- 23 dicembre - Jeff Landry, politico statunitense
- 23 dicembre - Bryce Lawrence, arbitro di rugby a 15 neozelandese
- 23 dicembre - Catriona Le May Doan, ex pattinatrice di velocità su ghiaccio canadese
- 23 dicembre - Nigo, designer, imprenditore e disc jockey giapponese
- 23 dicembre - Karine Polwart, cantautrice scozzese
- 23 dicembre - Romary Rifka, ex altista messicana
- 23 dicembre - Amjad Sabri, cantante pakistano († 2016)
- 23 dicembre - Luciano Scarpa, attore italiano
- 23 dicembre - Fabio Spagnoli, ex cestista italiano
- 24 dicembre - Young Zee, rapper statunitense
- 24 dicembre - Breck Eisner, regista statunitense
- 24 dicembre - Pedro González Pierella, ex calciatore argentino
- 24 dicembre - Adam Haslett, scrittore statunitense
- 24 dicembre - Marco Minnemann, batterista, compositore e polistrumentista tedesco
- 24 dicembre - Joaquim Neves, ex calciatore portoghese
- 24 dicembre - Amaury Nolasco, attore portoricano
- 24 dicembre - Beatriz Sánchez, giornalista e politica cilena
- 25 dicembre - Chioma Ajunwa, ex lunghista, velocista e calciatrice nigeriana
- 25 dicembre - Marco Alessandrini, politico e giurista italiano
- 25 dicembre - Emmanuel Amunike, allenatore di calcio, dirigente sportivo e ex calciatore nigeriano
- 25 dicembre - Rodney Dent, ex cestista statunitense
- 25 dicembre - Carol Dlamini, regina swazilandese
- 25 dicembre - Andy Fickman, regista, sceneggiatore e produttore cinematografico statunitense
- 25 dicembre - Luis Antonio Moreno, ex calciatore colombiano
- 25 dicembre - Daniel Ramos, allenatore di calcio e ex calciatore portoghese
- 25 dicembre - Fayṣal bin Salmān Āl Saʿūd, politico e imprenditore saudita
- 26 dicembre - Alfonso Vincenzo Amarante, arcivescovo cattolico italiano
- 26 dicembre - Danielle Cormack, attrice neozelandese
- 26 dicembre - Simon Gopane, allenatore di calcio e ex calciatore sudafricano
- 26 dicembre - Jurij Sodol', generale ucraino
- 26 dicembre - Francesco Marino, dirigente sportivo e ex calciatore italiano
- 26 dicembre - James Mercer, cantautore e polistrumentista statunitense
- 26 dicembre - Joshua Seth, doppiatore, conduttore televisivo e illusionista statunitense
- 26 dicembre - Graham Shiels, attore canadese
- 26 dicembre - Lidija Varbanova, ex cestista bulgara
- 26 dicembre - Dragoljub Vidačić, ex cestista e allenatore di pallacanestro serbo
- 26 dicembre - Radka Zrubáková, ex tennista cecoslovacca
- 27 dicembre - Vadim Bogiev, ex lottatore russo
- 27 dicembre - Giovanni Di Rocco, ex calciatore italiano
- 27 dicembre - Agnès Evren, politica francese
- 27 dicembre - Antonino Iaria, politico italiano
- 27 dicembre - Lorenzo Neal, ex giocatore di football americano statunitense
- 27 dicembre - Naoko Yamazaki, ex astronauta e ingegnere giapponese
- 28 dicembre - Oleg Artem'ev, cosmonauta e politico russo
- 28 dicembre - Michaela Biancofiore, politica italiana
- 28 dicembre - Tara Gallaway, ex cestista canadese
- 28 dicembre - Barbara Gulienetti, conduttrice televisiva e decoratrice italiana
- 28 dicembre - Elaine Hendrix, attrice, modella e ballerina statunitense
- 28 dicembre - Francesca Lé, attrice pornografica statunitense
- 28 dicembre - Obou Macaire, ex calciatore ivoriano
- 28 dicembre - Mao Yijun, allenatore di calcio, ex calciatore e ex giocatore di calcio a 5 cinese
- 28 dicembre - Enrico Matteagi, tiratore a segno italiano
- 28 dicembre - Johan Paulsson, allenatore di calcio e ex calciatore svedese
- 28 dicembre - Brenda Schultz, ex tennista olandese
- 28 dicembre - Makoto Yonekura, ex calciatore giapponese
- 28 dicembre - Furio Zara, giornalista e scrittore italiano
- 29 dicembre - Dallas Austin, produttore discografico statunitense
- 29 dicembre - Enrico Chiesa, ex calciatore italiano
- 29 dicembre - Caterina De Marinis, ex pallavolista e ex giocatrice di beach volley italiana
- 29 dicembre - Aled Jones, cantante, attore e conduttore televisivo gallese
- 29 dicembre - Hryhorij Misjutin, ex ginnasta ucraino
- 29 dicembre - Kevin Weisman, attore statunitense
- 30 dicembre - Blanca Ares, ex cestista spagnola
- 30 dicembre - Traa Daniels, bassista statunitense
- 30 dicembre - Mark Dean, ex cestista bahamense
- 30 dicembre - Emmanuel Hubert, dirigente sportivo e ex ciclista su strada francese
- 30 dicembre - Hubert Koundé, attore e regista francese
- 30 dicembre - Saul Metzstein, regista britannico
- 30 dicembre - Ināra Mūrniece, politica lettone
- 30 dicembre - Kevin Salvadori, ex cestista statunitense
- 30 dicembre - Sister Bliss, tastierista, produttrice discografica e disc jockey britannica
- 30 dicembre - Jan Henrik Stahlberg, attore, sceneggiatore e regista tedesco
- 30 dicembre - Frédéric Tatarian, ex calciatore francese
- 30 dicembre - Massimo Vecchi, bassista, cantautore e contrabbassista italiano
- 30 dicembre - Thomas Winklhofer, ex calciatore austriaco
- 31 dicembre - Driss Benzekri, ex calciatore marocchino
- 31 dicembre - Glenn Kotche, batterista statunitense
- 31 dicembre - Louise Rickard, biologa, docente e rugbista a 15 britannica
- 31 dicembre - Bryon Russell, ex cestista statunitense
- 31 dicembre - Víctor Torres Mestre, allenatore di calcio e ex calciatore spagnolo
- 31 dicembre - Chandra West, attrice canadese